# Fern Kinney
Fern Kinney, geboren als Fern Kinney-Lewis (Jackson (Mississippi), 11 juli 1949), is een Amerikaanse zangeres van het discogenre. Ze is vooral bekend van haar covers van de singles Groove Me en Together We Are Beautiful, daarnaast had ze succes met Baby Let Me Kiss You. Ze brak door eind jaren zeventig.

## Biografie
Kinney zingt voornamelijk disco en r&b. In de jaren zestig zong ze als achtergrondzangeres bij de meidengroep The Poppies met Dorothy Moore. Groove Me, waarmee ze bekendheid verwierf in 1979, was haar up-tempo bewerking van de originele versie van King Floyd uit 1971. Floyds versie was destijds een groot succes want hij behaalde de zesde plaats in de Billboard Hot 100. Haar tweede succes had ze met het zwoelere Together We Are Beautiful, dat in 1980 werd uitgebracht maar eerder werd uitgevoerd door Ken Leray in 1977. Together We Are Beautiful werd finaal haar grootste hit, daar Kinney ermee op nummer 1 stond in het Verenigd Koninkrijk. Het nummer piekte tevens hoog in Australië. In Vlaanderen bereikte de song de 13e positie van de Ultratop 50, in Nederland bereikte ze de 24e positie van de Singles Top 40.

## Albums
- Groove Me (1979)
- Fern (1981)
- Sweet Music (1982)

## Singles
| Single met eventuele hitnotering(en) in de Nederlandse Top 40 | Datum van verschijnen | Datum van binnenkomst | Hoogste positie | Aantal weken | Opmerkingen |
| ------------------------------------------------------------- | --------------------- | --------------------- | --------------- | ------------ | ----------- |
| Together We Are Beautiful                                     | 1980                  |                       | 24              | 7            | Alarmschijf |

| Single met hitnotering(en) in de Vlaamse Ultratop 50 | Datum van verschijnen | Datum van binnenkomst | Hoogste positie | Aantal weken | Opmerkingen |
| ---------------------------------------------------- | --------------------- | --------------------- | --------------- | ------------ | ----------- |
| Together We Are Beautiful                            | 19-04-1980            | 31-05-1980            | 13(1wk)         | 7            |             |

- Gemeinsame Normdatei: 1253576726
- International Standard Name Identifier: 0000 0000 8210 0371
- Library of Congress Control Number: no98038228
- MusicBrainz: b97d3b5f-f939-4559-9782-5890a9b64963
- Virtual International Authority File: 26679171
- WorldCat: E39PBJhCHcK3cdfk4jY3vGx4bd